# Vicungo
Vicungo é uma vila e comuna angolana que se localiza na província da Huíla, pertencente ao município de Cuvango.